# سيريل أوكسلي
سيريل أوكسلي (بالإنجليزية: Cyril Oxley)‏ (2 مايو 1904 - ) هو لاعب كرة قدم بريطاني في مركز الوسط. لعب مع نادي تشيسترفيلد ونادي ليفربول.

## وصلات خارجية
1. ↑   https://www.lfchistory.net/Players/Player/Profile/783. {{استشهاد ويب}}: |url= بحاجة لعنوان (مساعدة) والوسيط |title= غير موجود أو فارغ (من ويكي بيانات) (مساعدة)